# Ploubezre
Ploubezre (bretonisch: Ploubêr) ist eine französische Gemeinde mit 3741 Einwohnern (Stand 1. Januar 2022) im Département Côtes-d’Armor in der Region Bretagne.

## Geschichte
Der Ortsname ist aus den bretonischen Wörtern Plou („Gemeinde“) und Per („Petrus“) zusammengesetzt, er bedeutet also „Petrusgemeinde“. Als Plebe Petri wurde der Ortsname im 14. Jahrhundert urkundlich erwähnt.
| Bevölkerungsentwicklung | Bevölkerungsentwicklung | Bevölkerungsentwicklung | Bevölkerungsentwicklung | Bevölkerungsentwicklung | Bevölkerungsentwicklung | Bevölkerungsentwicklung | Bevölkerungsentwicklung |
| ----------------------- | ----------------------- | ----------------------- | ----------------------- | ----------------------- | ----------------------- | ----------------------- | ----------------------- |
| Jahr                    | 1968                    | 1975                    | 1982                    | 1990                    | 1999                    | 2009                    | 2014                    |
| Einwohner               | 1934                    | 2196                    | 2652                    | 2709                    | 2626                    | 3241                    | 3586                    |

## Sehenswürdigkeiten

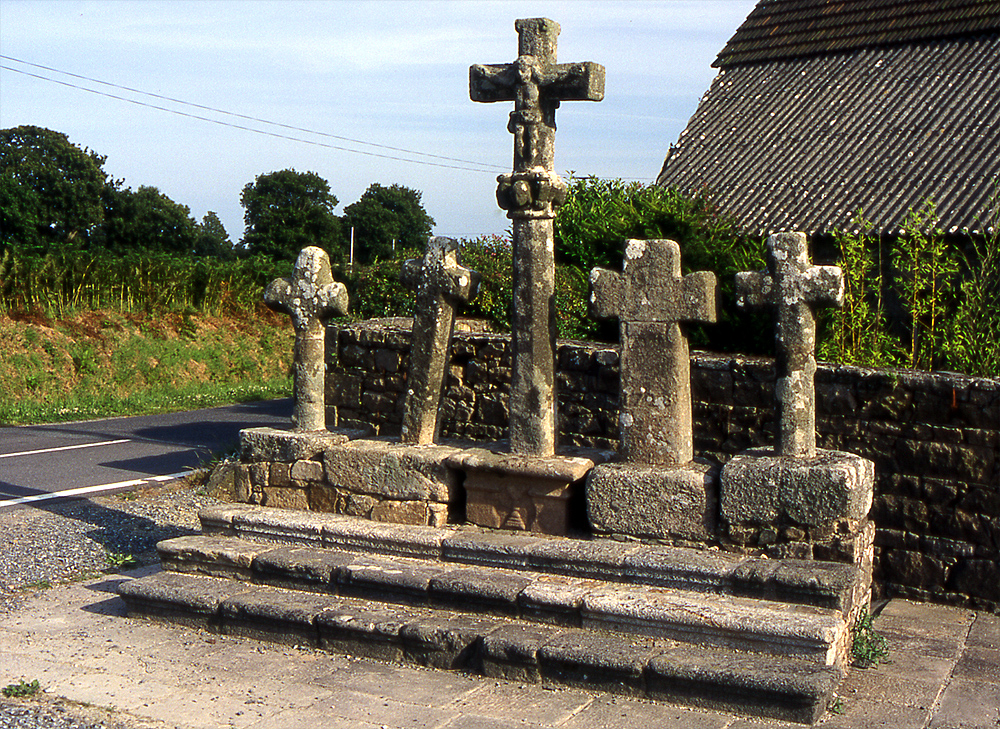
Les cinq croix (die fünf Kreuze)

Siehe auch: Liste der Monuments historiques in Ploubezre
- Das Schloss Kergrist wurde im 15. Jahrhundert erbaut und im 17. Jahrhundert umgebaut. Es befindet sich im Privatbesitz und wurde 1926 in das Zusatzverzeichnis der Monuments historiques (historische Denkmale) eingetragen (inscrit MH).[2]
- Die Pfarrkirche Saint Pierre aus dem 16. Jahrhundert und die Wegkreuze Les cinq croix (die fünf Kreuze) aus dem 18. Jahrhundert sind ebenfalls Monuments historiques.
- Château de Coatfrec, Burgruine aus dem 15./16. Jahrhundert bei Ploubezre

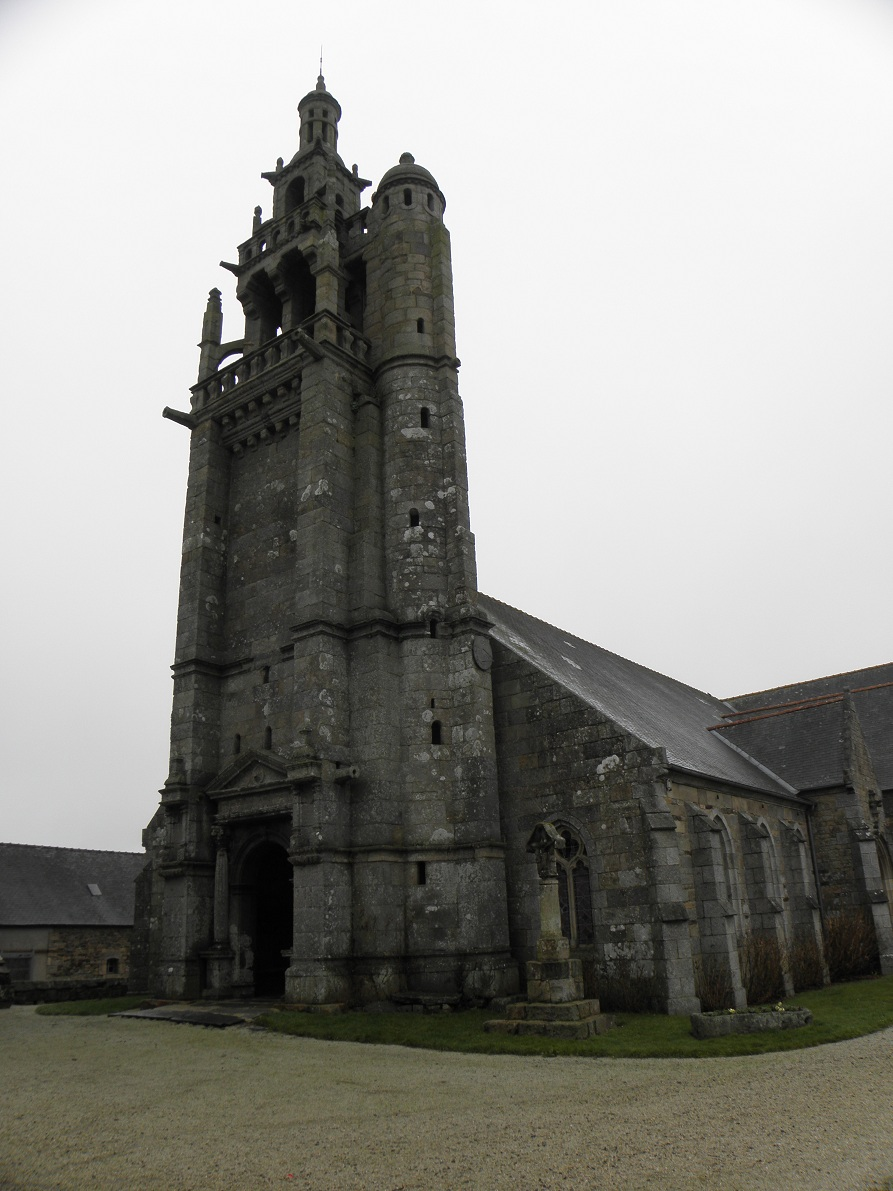
Kirche Saint Pierre in Ploubezre
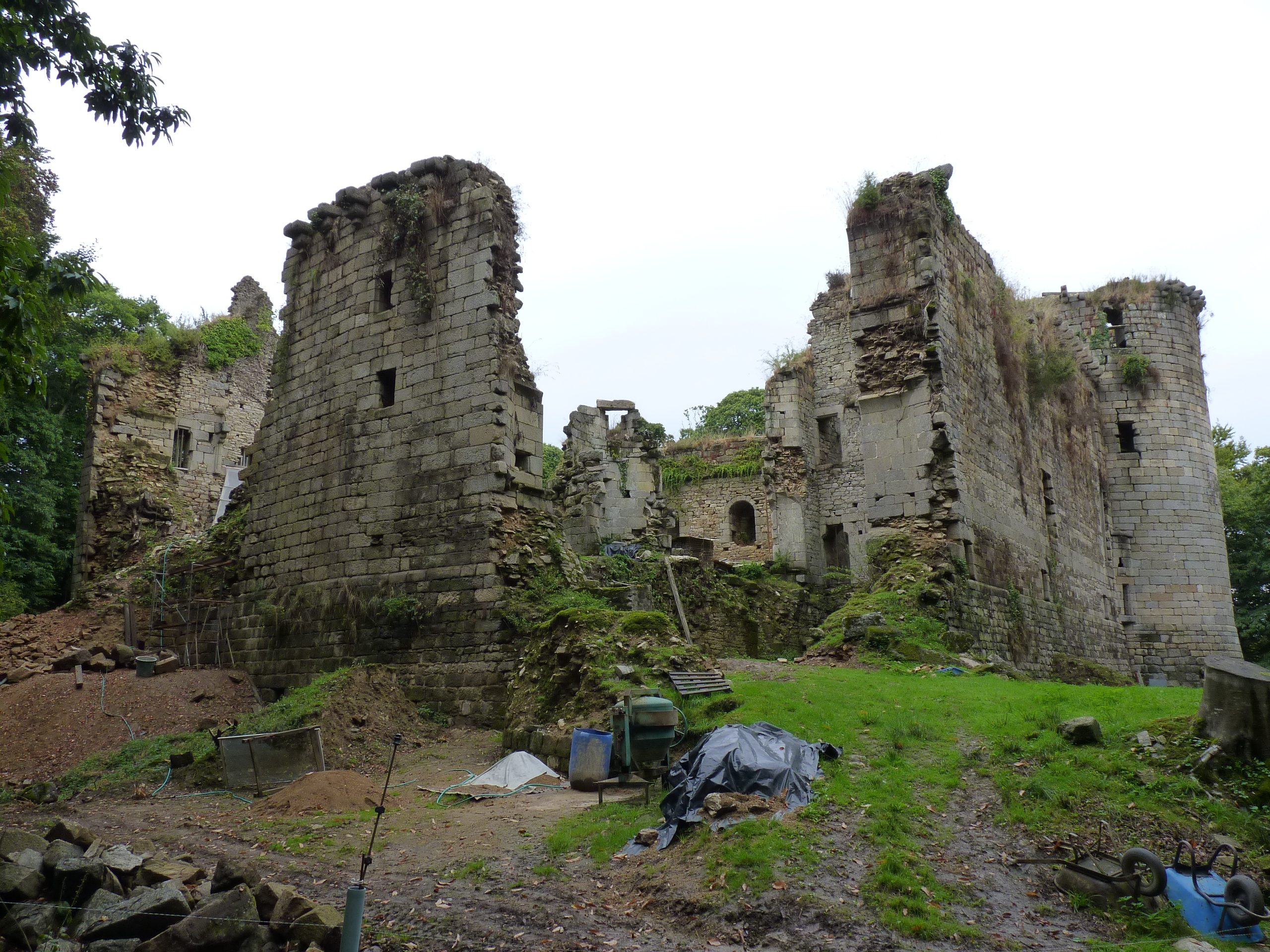
Château de Coatfrec bei Ploubezre
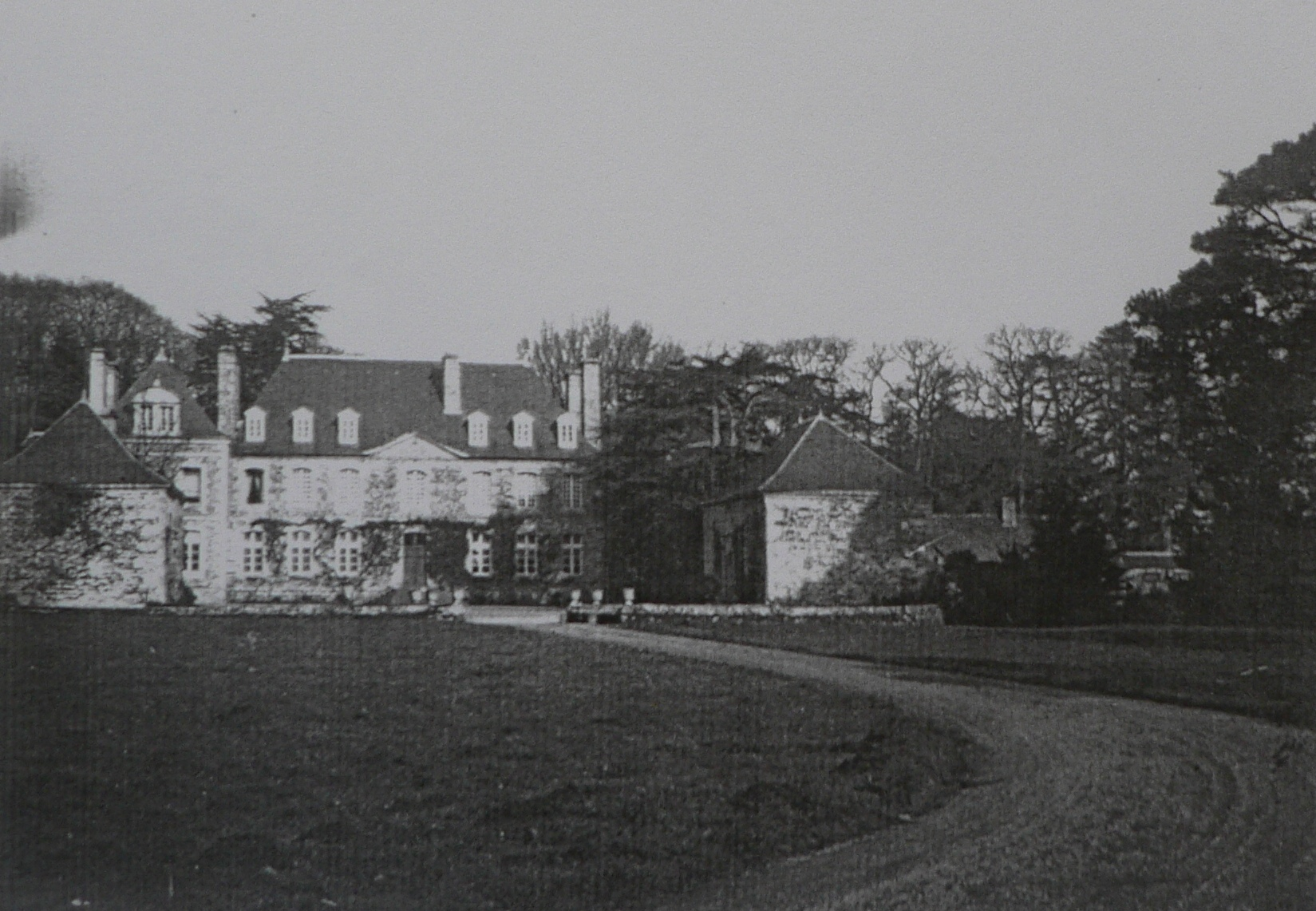
Château de Coatilliau bei Ploubezre